# Parafia Najświętszej Maryi Panny Nieustającej Pomocy w Białymstoku
Parafia pw. Najświętszej Maryi Panny Nieustającej Pomocy w Białymstoku – rzymskokatolicka parafia należąca do dekanatu  Białystok-Białostoczek, archidiecezji białostockiej, metropolii białostockiej.

## Historia parafii
Parafia została utworzona 15 października 1999.

## Kościół parafialny
Kościół parafialny pw. Najświętszej Maryi Panny Nieustającej Pomocy w budowie od 2000 według projektu Andrzeja Nowakowskiego.